# Romerske republiks forfatning
Den romerske republiks forfatning omfattede et sæt af retningslinjer og principper, der primært blev videreført ved hjælp af præcedens. Forfatningen var stort set uskreven, ukodificeret og i konstant udvikling. I stedet for at danne et styre, der primært var et demokrati (som i oldtidens Athen), et aristokrati (som i oldtidens Sparta) eller et monarki (som Rom havde under det tidligere Romerske kejserrige og, i et vist omfang også efter republikkens indførelse), blandede den romerske forfatning disse tre elementer, hvorfor der skabtes tre forskellige grene i regeringen. Det demokratiske element i form af de lovgivende forsamlinger, det aristokratiske element tog form af det romerske Senat og elementer fra monarkiet afspejlede sig i de mange tidsbegrænsede hverv som romersk konsuler.

## Forfatningens historie (509–133 f.v.t.)
I en rum tid var Rom blevet regeret af en række konger. Romerne mente at denne æra med det Romerske Kongedømme begyndte i 753 f.v.t. og sluttede i 510 f.v.t.. Efter monarkiet var blevet væltet og den romerske Republik var blevet dannet, begyndte det romerske folk at vælge to romerske konsuler hvert år. I 501 f.v.t. blev embedet for den "romerske diktator" grundlagt. I året 494 f.v.t. løsrev plebejerne (almuen) sig til Mons Sacer og krævede retten til at vælge egne embedsmænd fra patricierne (aristokraterne). Patricierne kapitulerede behørigt, og plebejerne stoppede deres udtrædelse. Plebejerne kaldte disse nye embedsmænd "plebejiske folketribuner", og gav disse tribuner to assistenter kaldet "plebejiske aediler".
I 449 f.v.t. kundgjorde senatet de Tolv Tavler som den centrale del af den romerske forfatning. I 443 f.v.t. blev embedet "Romerske Censor" skabt, og i 367 f.v.t. blev det tilladt for plebejerne at stå for konsulatet. Åbningen af konsulatet for plebejerklassen åbnede implicit både muligheden for at få censorskabet såvel som diktatorrollen for plebejerne. I 366 f.v.t. i en indsats fra patricierne for at genetablere deres indflydelse på de magisteriale embeder blev to nye embeder grundlagt. Mens disse to embeder, Prætorskabet og Curule Aedilskabet, til at begynde med kun var åbent for patricierne, var de inden allerede efter blot en generation ligeledes åben for plebejerne.